# Lake Secession
Lake Secession es un lugar designado por el censo ubicado en el Condado de Abbeville, en el estado estadounidense de Carolina del Sur. La localidad en el año 2000 tiene una población de 928 habitantes en una superficie de 18.4 km², con una densidad poblacional de 63.6 personas por km². 

## Geografía
Lake Secession se encuentra ubicado en las coordenadas 34°17′2″N 82°35′42″O / 34.28389, -82.59500. Según la Oficina del Censo, el pueblo tiene un área total de 18,4 km² (7,1 mi²), de la cual 14,6 km² (5,6 mi²) es tierra y 3,8 km² (1,5 mi²) (20.68%) es agua.

## Demografía
En el 2000 la renta per cápita promedia del hogar era de $40.795, y el ingreso promedio para una familia era de $43.548. El ingreso per cápita para la localidad era de $20.663. En 2000 los hombres tenían un ingreso per cápita de $49.250 contra $23.438 para las mujeres. Alrededor del 4.40% de la población estaba bajo el umbral de pobreza nacional. 

### Localidades adyacentes
El siguiente diagrama muestra a las localidades en un radio de 20 kilómetros (12,4 mi) de Lake Secession.